# Granica chińsko-rosyjska

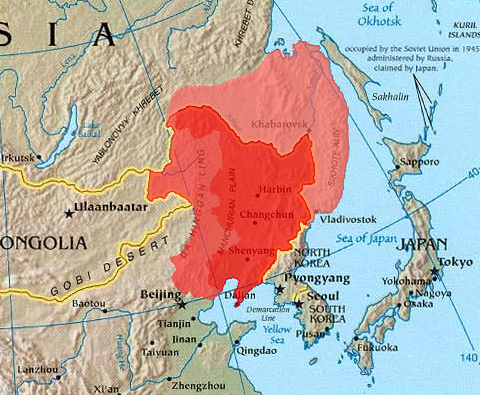
Granica rosyjsko-chińska ustalona traktatem w Nerczyńsku. Kolorem jasnoczerwonym zaznaczono tereny Cesarstwa Qing anektowane przez Rosję na mocy traktatów w Aigunie (1858) i Pekinie (1860)

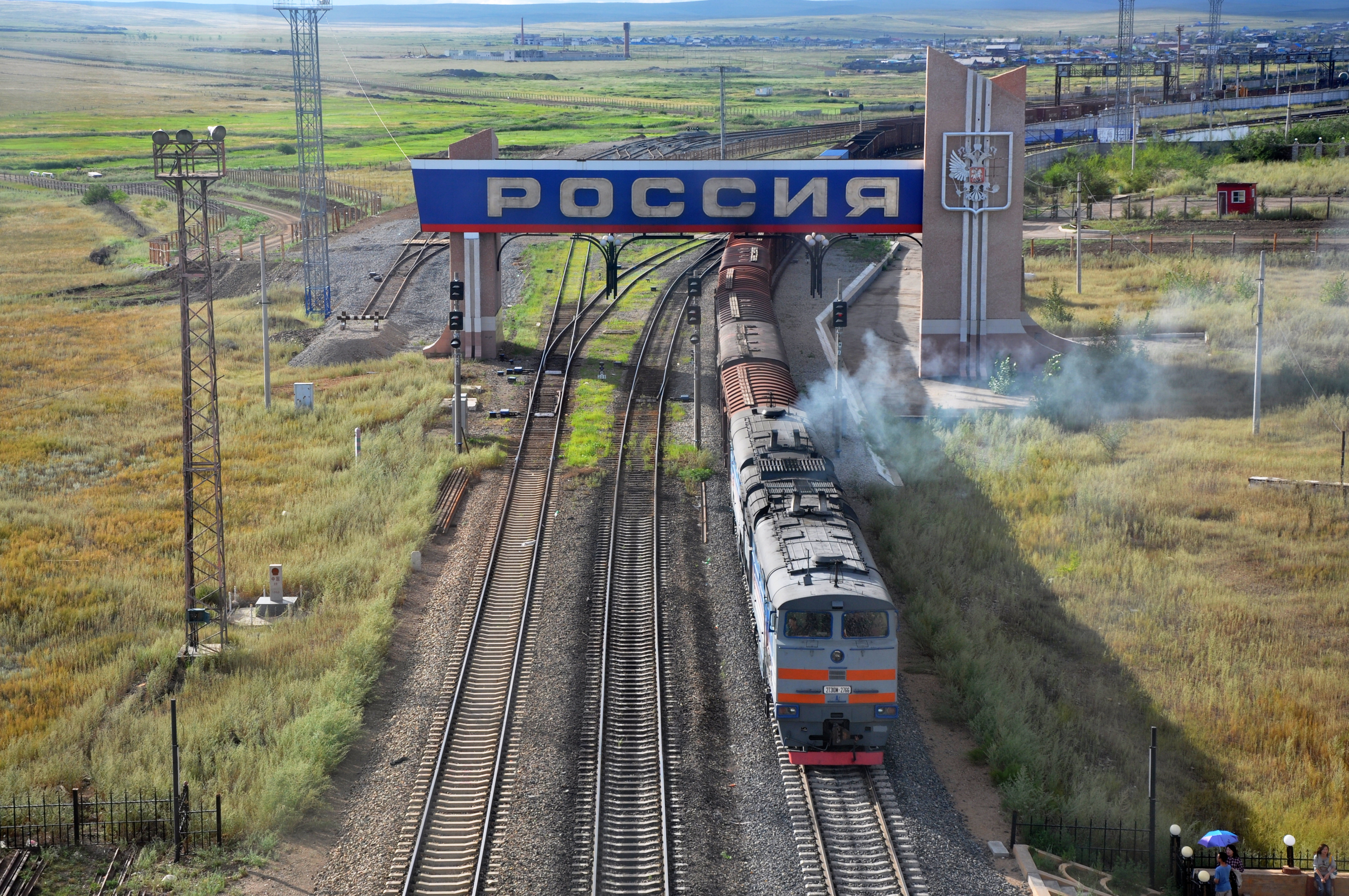
Pociąg kolei Wschodniochińskiej przekracza rosyjsko–chińską granicę z Zabajkalska w Rosji do Mandżurii w Chinach. Baner „Rossija” w języku rosyjskim (Współrzędne:)

Granica rosyjsko–chińska – granica międzypaństwowa o długości 4250 km. Część zachodnia granicy od trójstyku z Kazachstanem do trójstyku z Mongolią mierzy 55 km, część wschodnia od trójstyku z Mongolią do trójstyku z Koreą Północną mierzy 4195 km. Jest szóstą co do długości granicą międzypaństwową na świecie.

## Historia

### Początki
Pierwsze porozumienie w sprawie granicy to Traktat nerczyński (27 sierpnia 1689), który ustalił przebieg granicy chińsko-rosyjskiej wzdłuż rzek Argun i Gorbica i dalej Pasmem Stanowym do Morza Ochockiego. Ziemie położone na północ od rzeki Amur i jego ujście przypadły Chinom. Rosjanie wycofali się natomiast z założonej w 1651 roku twierdzy Ałbazin. W związku z kontrowersjami terytorialnymi korektę ustaleń traktatu nerczyńskiego wprowadził traktat kiachtański z roku 1727.
Później sprawę granicy nadamurskiej uregulowały traktaty w Ajgunie (1858) i Pekinie (1860), zawarte po II wojnie opiumowej, zgodnie z którymi granica chińsko-rosyjska została ustalona wzdłuż Amuru, a tereny na północ od Amuru i Kraj Nadmorski anektowała Rosja.
Granica rosyjsko-chińska była wtedy znacznie dłuższa niż dziś, ponieważ Mongolia należała do Chin. W 1911 roku miała miejsce rewolucja w Mongolii, a 29 grudnia tego samego roku Chanat Mongolii ogłosił niepodległość. W związku z tym spora część granicy rosyjsko-chińskiej przekształciła się w granicę mongolsko-rosyjską. W 1916 roku rząd Chin utracił kontrolę nad zachodnią częścią granicy z Rosją (tj. tą częścią granicy, która jest na zachód od Mongolii), ponieważ na tych terenach władzę sprawowała Klika z Sinciangu.

### Dwudziestolecie międzywojenne
- W latach 1920–1922 biegła tędy granica Chin z Republiką Dalekiego Wschodu.
- 15 listopada 1922 roku (w związku z aneksją Rep. Dal. Wsch.) zmieniła się ona w granicę Chin z RFSRR.
- 30 grudnia tego samego roku powstał Związek Radziecki, więc granica chińsko-rosyjska stała się zarazem częścią granicy chińsko-radzieckiej. W 1929 roku wzdłuż tej granicy toczył się konflikt o Kolej Wschodnią.
- Granica chińsko-radziecka obejmowała nie tylko tereny dawnej granicy Rosji z Chinami, lecz także tereny granicy chińsko-kazachskiej, chińsko-kirgiskiej i chińsko-tadżyckiej. De facto rząd Chin nie miał kontroli nad swoją częścią zachodniego pogranicza, ponieważ nad zachodnimi Chinami kontrolę sprawowała klika z Sinciangu[2]. Do tego w latach 1933–1934 na południu Sinciangu istniała separatystyczna Pierwsza Republika Wschodniego Turkiestanu, a w latach 40. na północy istniała Druga Republika Wschodniego Turkiestanu.
- W 1931 roku Chiny utraciły Mandżurię na rzecz Japonii, więc wschodnia część granicy radziecko-chińskiej przestała istnieć. W połączeniu z sytuacją w zachodnich Chinach (Klika z Sinciangu sprawowała tam kontrolę), w praktyce granica chińsko-rosyjska i chińsko-radziecka już nie istniała. W latach 1932–1945 biegła tędy granica Mandżukuo i Związku Radzieckiego.

### Po II wojnie światowej
Gdy po II WŚ na nowo rozgorzała chińska wojna domowa. Tereny przy granicy rosyjsko-chińskiej były pod władzą Komunistycznej Partii Chin, choć Kuomintang przez krótki czas sprawował kontrolę nad małą częścią przygranicznych terenów.
W 1964 roku Mao Zedong zgłosił chińskie pretensje terytorialne wobec ZSRR (Kraj Nadmorski, Władywostok), a w roku 1966 rozpoczęła się rewolucja kulturalna w Chinach, podczas której ogłoszono ZSRR „wrogiem nr 1" Chin. Od 23 stycznia 1969 roku zaczęły narastać incydenty graniczne nad rzeką Ussuri, co rozpoczęło starcia określane jako Konflikt nad Ussuri w rejonie wyspy Damanskij. Konflikt ten rozszerzył się aż na pustynny teren Kazachstanu, gdzie w okolicach Żałanoszkol w obwodzie semipałatyńskim doszło do kolejnych starć. Walki chińsko-radzieckie trwały do końca kwietnia 1969 roku. We wrześniu 1969 roku podjęto rokowania pokojowe, a układ kończący spory terytorialne podpisano 16 maja 1991 roku. W efekcie wyspa Damanskij przypadła Chinom. W grudniu 2004 roku Władimir Putin wyraził wstępną zgodę na zwrot całego spornego terenu w rejonie ujścia Ussuri do Amuru, także Yinlong (Wyspy Srebrnego Niedźwiedzia, dla Rosjan – Wyspy Tarabarowa) i połowy Heixiazi (Wyspy Czarnego Niedźwiedzia, dla Rosjan – Wielkiej Wyspy Ussuryjskiej). Zwrócono go Chinom 20 lipca 2008 roku, a oficjalne przekazanie 340 km² nastąpiło 14 października.